# Польська Національна гвардія (1848)
Націона́льна гва́рдія (пол. Gwardia narodowa) — польська націоналістична військова організація, що діяла в квітні-листопаді 1848 року в австрійському Львові. Формувалася з поляків-добровольців, керувалася Центральною національною радою. Брала участь у революційних подіях на Галичині, зокрема Львівському повстанні 1—2 листопада. Інша назва — по́льська Націона́льна гва́рдія, на противагу українській Національній гвардії під патронатом Головної руської ради.

## Загальні відомості
Польська Національна гвардія була сформована після Березневого повстання 1848 року. Внаслідок цього виступу австрійський уряд оголосив демократичні свободи, дозволив регіонам сформувати власні загони «національної гвардії» для їх захисту та оголосив вибори до першого загальноімперського рейхстагу. 13 квітня у Львові поляки оголосили про заснування Центральної національної ради, яка мала стати майбутнім польським урядом, й водночас заходилися створювати окружні польські ради і формувати Національну гвардію.
У квітні того ж року Національна гвардія в Кракові мала сутички з австрійським військом. Було заблоковано її стації в прильвівських містечках (4 тисячі піхоти, кавалерійській полк, 6 гармат). У самому Львові гвардія нараховувала 2 тисячі добровольців під командуванням генерала Юзефа Бонавентури Залуського. Після його відставки гвардію очолив полковник Роман Вибрановський, який був призначений цісарем на посаду генерал-майора.
Восени 1848 року в імперії Габсбургів активізувався революційний рух. Його центром стала Угорщина, яка, проголосила свою незалежність. 6 жовтня у Відні спалахнули бої на підтримку угорців, про що невдовзі дізналися у Львові. Підготовку до львівського повстання розпочали діячі польської Центральної національної ради, спираючись на загони польської національної гвардії. Проте одностайної підтримки ця ідея не дістала навіть у польських колах. Головна руська рада категорично відмовилася від спільних дій з поляками.

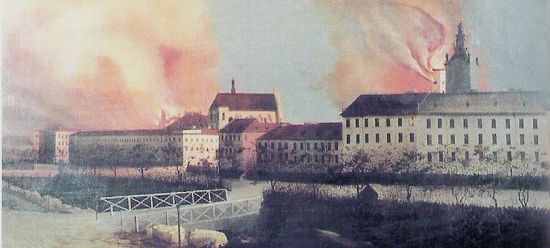
Пожежа Львівської ратуші під час повстання (1848)

Наприкінці жовтня загострилися сутички загонів польської Національної гвардії з австрійськими військами. Коли 1 листопада австрійці зайняли усі найважливіші пункти у Львові й під час чергової сутички відкрили вогонь, спалахнуло повстання. До поляків долучилися радикально налаштовані студенти-русини та міщани, на вулицях почали зводити барикади. Австрійські війська розташували на навколишніх пагорбах гармати і 2 листопада провели артилерійський обстріл центру міста. Було пошкоджено міську ратушу, університет і його бібліотеку, театр, політехнічну академію; людські втрати становили понад сотню вбитих і поранених; у місті спалахнули пожежі. Через це в середині дня повстанці припинили опір. Діячі Центральної національної ради підписали акт капітуляції. Австрійці оголосили в місті стан облоги. Кілька сотень повстанців арештували і віддали до польових судів. Польську Національну гвардію розпустили, всі газети (крім урядових) закрили. Діяльність усіх політичних організацій, в тому числі польської Центральної національної ради і Головної руської ради, заборонили.

## Галерея

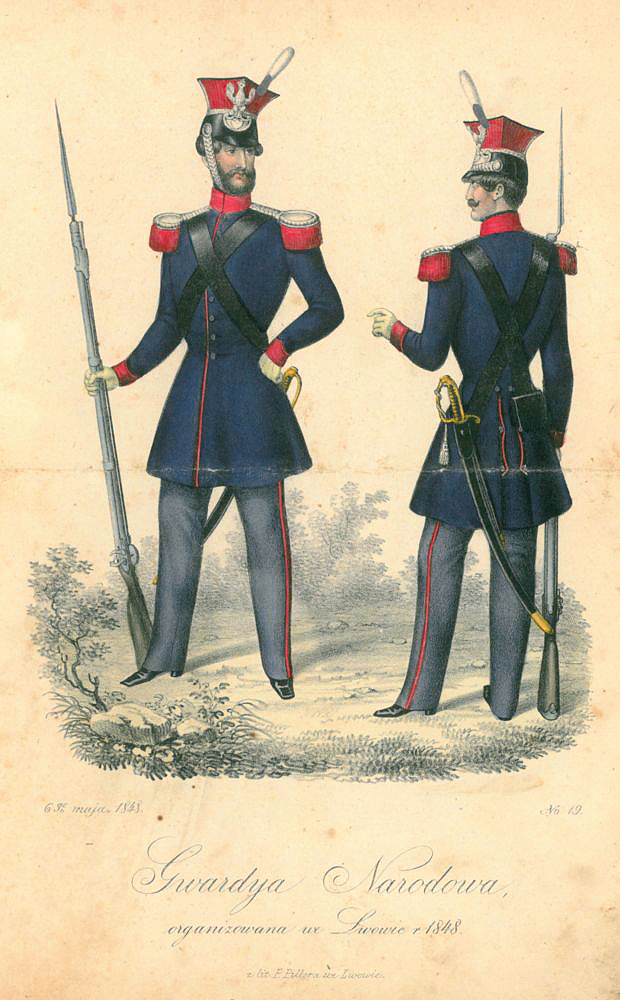
Уніформа гвардійців
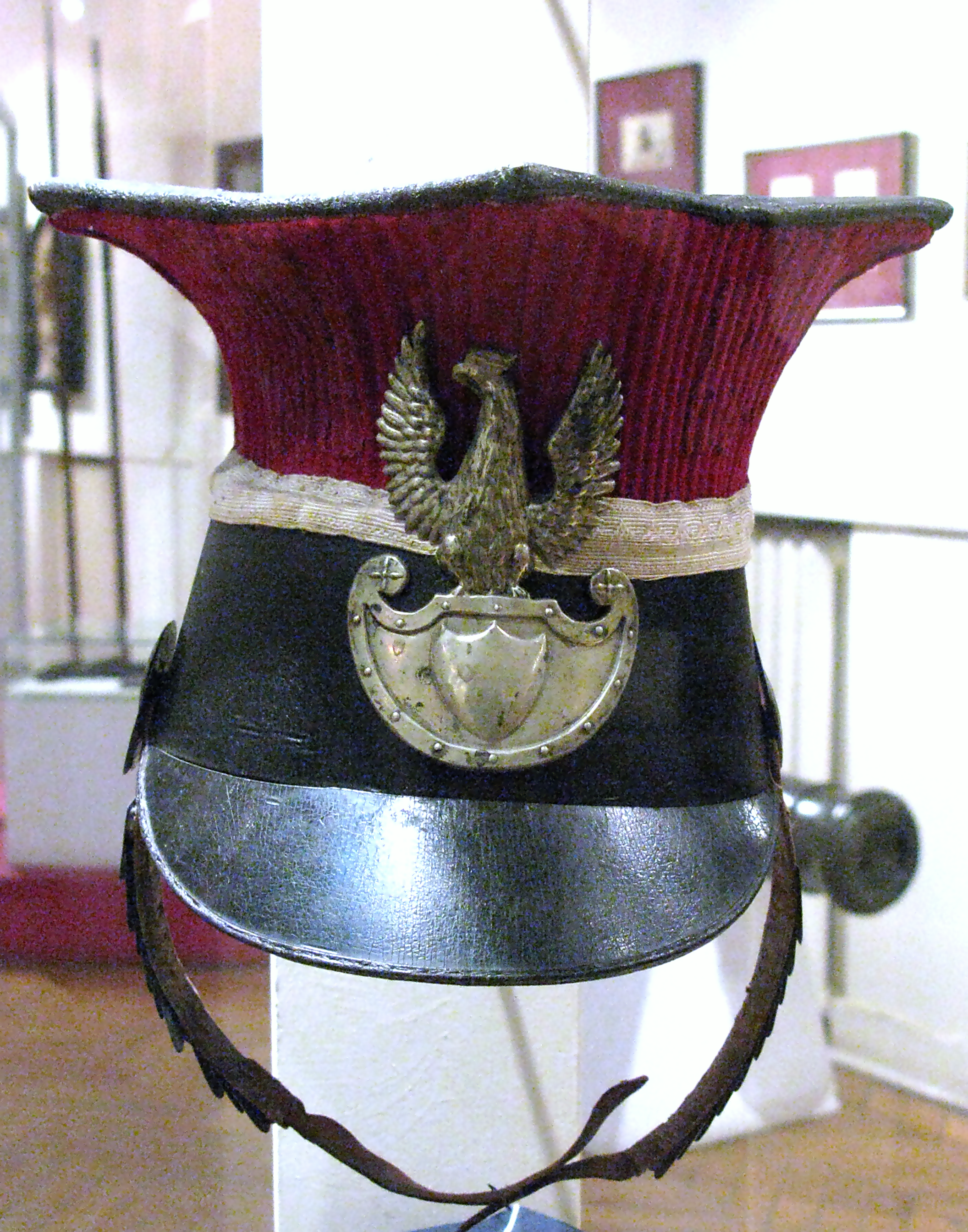
Гвардійська шапка
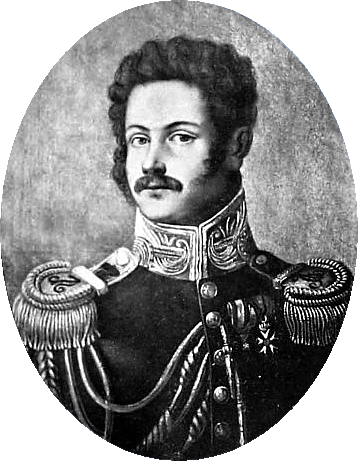
Юзеф Бонавентура Залуський
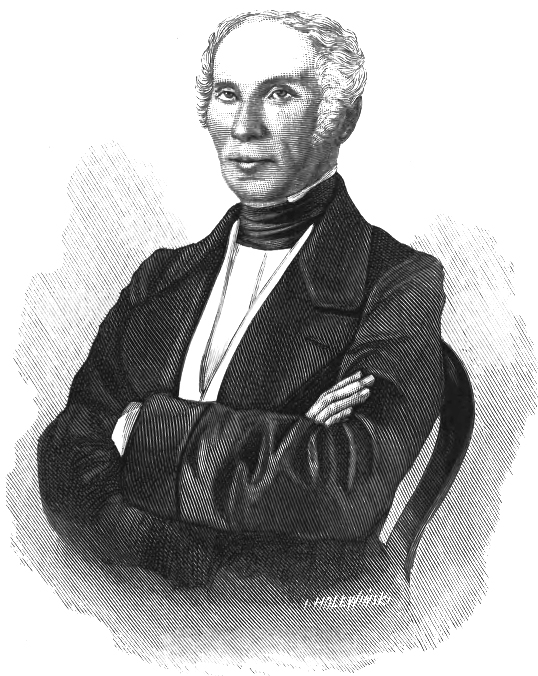
Роман Вибрановський

## Гвардійці
- Миколай Антоневич-Болоз
- Володимир Дідушицький
- Теофіл Лапінський
- Вінцент Поль